# Random Acts of Beauty
Random Acts of Beauty is het officiële debuutalbum van de Amerikaan David Minasian. Eerdere albums werden in eigen beheer uitgegeven. Minasian is al jaren betrokken bij de muziekgroep Camel in de hoedanigheid van samensteller en begeleider op het technische vlak bij de dvd-collectie van die band. Gezien de ziekte van de leider van Camel, Andrew Latimer stond die band een paar jaar stil en dit album bevat voor het eerst sinds jaren een gitaarsolo van Latimer. De muziek is echter geen kopie van die van Camel, maar is een samensmelting van de muziek uit de symfonische rock uit de jaren 70. Invloeden van Moody Blues (Seventh Sojourn), Barclay James Harvest (BJH) en King Crimson zijn te horen. In track 1 is te horen hoe de gitaar van Latimer zou combineren met de mellotronklanken van Mike Pinder van de Moodies, die echter niet op dit album meespeelt; vlak na die solo komt een solo die zo afkomstig kan zijn van Woolly Wolstenholme van BJH.  
Justin Hayward van de Moodies kon desgevraagd de track Blue Rain wel waarderen; ze lijkt zo van het album Seventh Sojourn weggerukt, doch in vergelijking tot de muziek van dat album was het dan wel de meest optimistische track geweest.

## Musici
- David Minasian – toetsinstrumenten, gitaar, basgitaar, slagwerk en percussie en zang
- Justin Minasian – gitaren tracks 2-7
- Guy Pettet – slagwerk tracks 3 en 5
- Don Ray Reyes – slagwerk track 3
- Nick Soto – ritmegitaar track 2
- speciale gast Andrew Latimer – gitaarsolo track 1

## Tracklist
Alles door David Minasian, behalve Frozen in Time David en Justin Minasian

| Nr. | Titel               | Duur  |
| --- | ------------------- | ----- |
| 1.  | Masquerade          | 12:32 |
| 2.  | Chambermaid         | 8:53  |
| 3.  | Storming the Castle | 5:29  |
| 4.  | Blue Rain           | 7:44  |
| 5.  | Frozen in Time      | 14:37 |
| 6.  | Summer’s End        | 8:00  |
| 7.  | Dark Waters         | 5:12  |